# Санта-Крус (Чилі)
Санта-Крус (ісп. Santa Cruz) — місто в Чилі. Адміністративний центр однойменної комуни. Населення — 18 603 осіб (2002). Місто і комуна входить до складу провінції Кольчагуа і регіону Лібертадор-Хенераль-Бернардо-О'Хіггінс.
Територія — 419,5 км². — 90,2 чол./км².

## Розташування
Місто розташоване за 78 км на південний захід від адміністративного центру області міста Ранкагуа та за 36 км на захід від адміністративного центру провінції міста Сан-Фернандо.
Комуна межує:
- на півночі — з комуною Палмілья
- на північному сході — з комуною Сан-Вісенте-де-Тагуа
- на сході — з комуною Нанкагуа
- на півдні — з комуною Чепіка
- на південному заході — з комуною Лололь
- на заході — з комуною Пуманке
- на північному заході — з комуною Пералільйо